# St. Bride's
St. Bride's is een plaats en gemeente (town) in de Canadese provincie Newfoundland en Labrador. De gemeente bevindt zich in het zuidoosten van het eiland Newfoundland.

## Geografie
St. Bride's bevindt zich op het schiereiland Avalon, in het zuidoosten van Newfoundland. Het dorp ligt in de regio Cape Shore en bevindt zich in vogelvlucht 11 km ten noorden van Cape St. Mary's. Het ligt relatief dicht bij de enige toegangsweg van die kaap, die het zuidwestelijkste punt van Avalon is en befaamd is vanwege het gelijknamige vogelreservaat.
Het dorp ligt in een dunbevolkt kustgebied en is enkel bereikbaar via provinciale route 100, een weg die zuidwaarts de kust volgt en vanaf St. Bride's oostwaarts het binnenland in gaat. De dichtstbij gelegen plaatsen op het vlak van rijafstand zijn in noordelijke richting het gehucht Cuslett (3 km) en in oostelijke richting de gemeente Branch (24 km).
Het dorp is gelegen aan Distress Cove, een kleine cove van de Placentia Bay.

## Geschiedenis
De plaats ontstond in de vroege 19e eeuw. Net als alle andere plaatsen aan de Cape Shore werd de nederzetting gesticht door Ierse immigranten. Ze stond oorspronkelijk bekend als Distress Cove, naar de inham waaraan ze gelegen is. Uiteindelijk geraakte de naam St. Bride's in zwang, dewelke verwijst naar Sint-Brigida, de vrouwelijke patroonheilige van Ierland. Reeds halverwege de 19e eeuw was het tezamen met Branch een van de twee grote nederzettingen in de streek. De inwoners leefden oorspronkelijk voornamelijk van de landbouw, al won doorheen de jaren ook de visserij aan economisch belang.
Het dorp St. Bride's werd in 1972 door de provincie erkend als een gemeente met het statuut van local government community (LGC). Door algemene wetswijzigingen veranderde het statuut van de gemeente in 1980 naar dat van community en in 1996 uiteindelijk naar dat van town.

## Demografie
Volgens de volkstelling van 2021 telde de plaats 187 woningen waarvan er 149 permanent bewoond waren. Datzelfde jaar hadden alle inwoners van de gemeente het Engels als moedertaal. Zo'n tien mensen (3,1%) waren het Frans machtig.
| Demografische ontwikkeling van St. Bride's tussen 1951 en 2021             |
| -------------------------------------------------------------------------- |
|                                                                            |
| Bron: Statistics Canada (1951–1986, 1991–1996, 2001–2006, 2011–2016, 2021) |

## Galerij

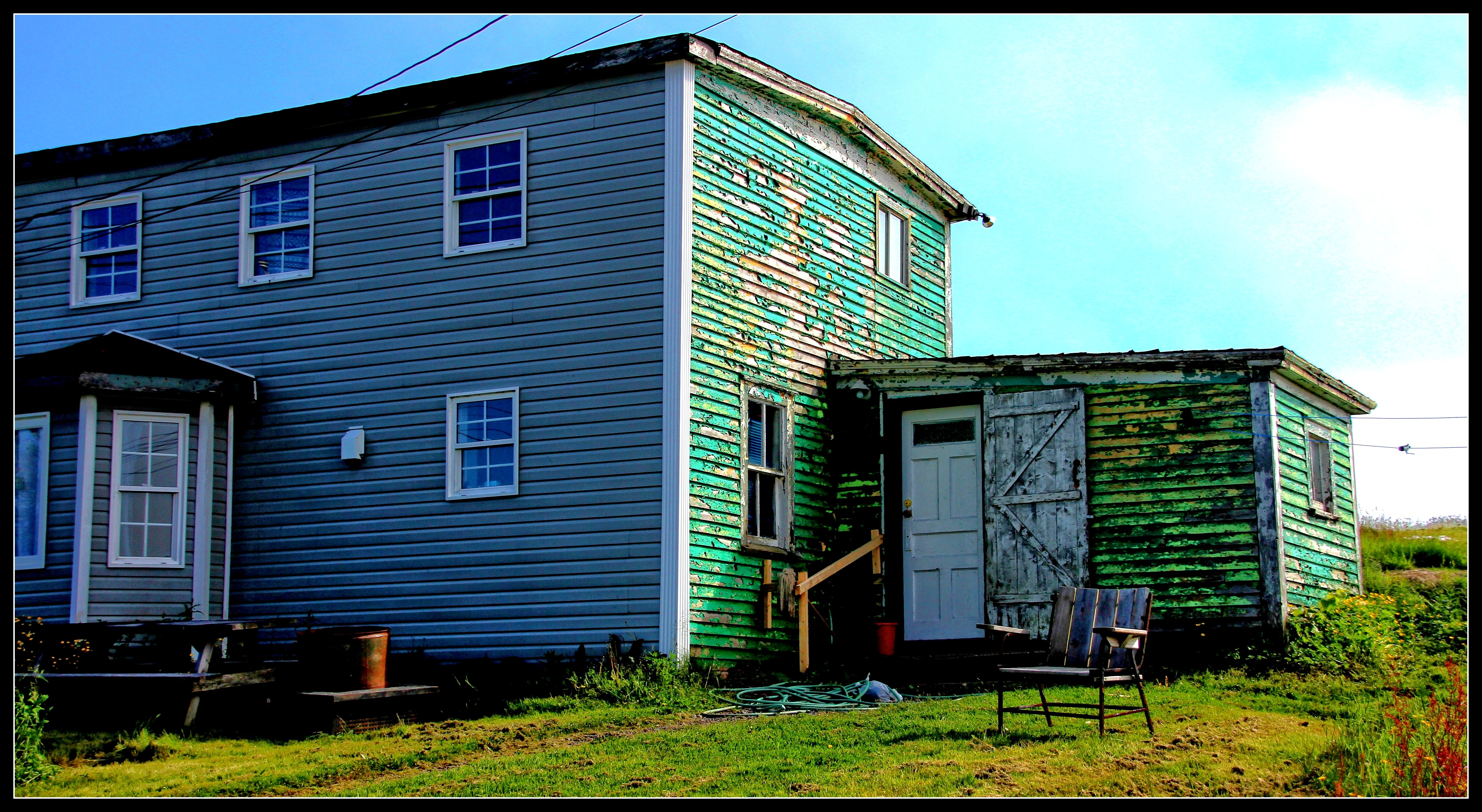
Typisch houten huis in het dorp
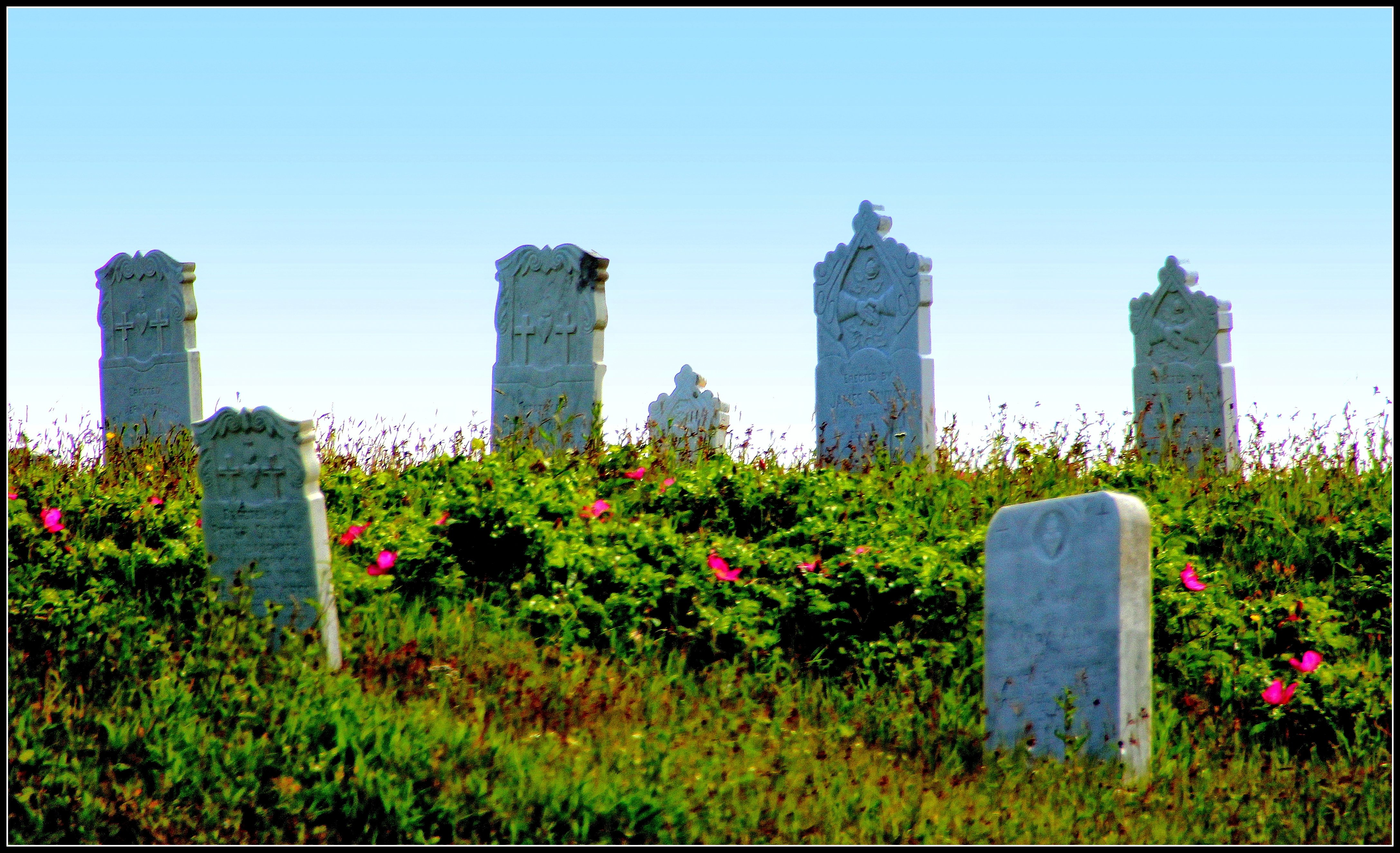
Grafstenen in het kerkhof van St. Bride's